# يونيس (فرقة كيبوب)
يونيس (بالإنجليزية: UNIS وبالكورية: 유니스 وتنطق Yuniseu وتكتب مزيّنة كـ U&iS) هي فرقة فتيات موسيقية من كوريا الجنوبية أسستها وتدير أعمالها شركة F&F Entertainment عبر البرنامج الإقصائي Universe Ticket الذي تم عرضه منذ منتصف 2023 إلى مطلع 2024. تتكون المجموعة من ثمان عضوات: هيونجو، نانا، جيلي، كوتوكو، يونها، إليسيا، يونا، وسوون. ترسمت الفرقة في 27 مارس 2024، بألبوم مصغر (EP) تحت إسم We Unis.